# Marcão de Oliveira
Marco Aurélio de Oliveira (Petrópolis, Estado de Río de Janeiro, Brasil; 22 de julio de 1972) comúnmente conocido como Marcão, es un entrenador de fútbol brasileño y exjugador que jugó como centrocampista defensivo.

## Trayectoria

### Como futbolista
Tras terminar su formación con Bangu, hizo su debut con el primer equipo el 5 de marzo de 1989 comenzando en un empate 0-0 en un partido por el Campeonato Carioca contra Americano.
Después de establecerse como titular en el club y posteriormente servir como cedido a clubes como Criciúma, Vasco da Gama y Bragantino, se incorporó al Fluminense en 1999. En este último fue inmediatamente primera opción, apareciendo en 333 partidos y marcando 12 goles durante su primera etapa.
En agosto de 2005 se mudó al Al-Gharafa Sports de Catar; sin embargo, en el mes de septiembre regresó al Flu, tras no adaptarse a ese país, y apareció regularmente hasta finales de 2006, cuando fue liberado.
Posteriormente representó a Cabofriense (dos temporadas), Juventude, Joinville  y CFZ do Rio antes de regresar a Bangu en 2009. Se retiró con este último en marzo de 2011 a la edad de 38 años.

### Como entrenador
Comenzó su carrera como entrenador en el Bangu. Sin embargo, fue despedido el 30 de enero de 2012 y fue nombrado al frente del Bonsucesso el 14 de febrero.
El 26 de abril de 2012 fue anunciado como nuevo entrenador de Ríver, pero fue despedido un mes después de estar en el cargo. El 12 de diciembre del año siguiente regresó al Fluminense como subdirector.
En marzo de 2016 fue nombrado entrenador interino del Flu tras el despido de Eduardo Baptista. Regresó a su papel anterior después de la llegada de Levir Culpi, pero volvió a ser interino después de que este último fuera despedido en el mes de noviembre.
Marcão fue despedido del Fluminense el 7 de enero de 2017 y regresó a Bangu el 12 de julio de 2018 como coordinador de fútbol. El 24 de junio del año siguiente volvió a su puesto de subdirector, nuevamente en el Fluminense.
Marcão fue interino en el Flu durante dos períodos, después de las salidas de Fernando Diniz y Oswaldo de Oliveira. El 4 de octubre de 2019 fue nombrado definitivamente entrenador hasta fin de año.
Marcão volvió al rol de asistente para la temporada 2020, pero se hizo cargo del primer equipo el 7 de diciembre de ese año, después de que Odair Hellmann abandonara el club. Regresó a su rol de asistente el 26 de febrero de 2021, luego del nombramiento de Roger Machado como entrenador.
El 21 de agosto de 2021 fue nuevamente nombrado entrenador hasta el final de la temporada, después de que Roger Machado fuera despedido.Regresó a su puesto de asistente el 15 de diciembre, después de que el club contratara a Abel Braga.
El 24 de junio de 2024, volvió a ser interino en Flu, tras la destitución de Fernando Diniz.

## Clubes

### Como futbolista
| Club          | País   | Año         |
| ------------- | ------ | ----------- |
| Bangu         | Brasil | 1989 - 1998 |
| Criciúma      | Brasil | 1996 - 1997 |
| Vasco da Gama | Brasil | 1997        |
| Bragantino    | Brasil | 1998        |
| Fluminense    | Brasil | 1999 - 2005 |
| Al-Gharafa    | Catar  | 2005        |
| Fluminense    | Brasil | 2005 - 2006 |
| Cabofriense   | Brasil | 2007        |
| Juventude     | Brasil | 2007        |
| Joinville     | Brasil | 2008        |
| Cabofriense   | Brasil | 2008        |
| CFZ do Rio    | Brasil | 2008        |
| Bangu         | Brasil | 2009 - 2011 |

### Como entrenador
| Club       | País   | Año           |
| ---------- | ------ | ------------- |
| Bangu      | Brasil | 2011-2012     |
| Bonsucesso | Brasil | 2012          |
| Ríver      | Brasil | 2012          |
| Fluminense | Brasil | 2014-presente |

### Estadísticas como entrenador
- Actualizado al último partido dirigido el 1 de abril de 2025.

| Club       | País   | Año           | PJ  | PG | PE | PP | Rendimiento |
| ---------- | ------ | ------------- | --- | -- | -- | -- | ----------- |
| Bangu      | Brasil | 2011-2012     | 22  | 7  | 5  | 10 | 39.4%       |
| Bonsucesso | Brasil | 2012          | 9   | 1  | 5  | 3  | 29.63%      |
| Ríver      | Brasil | 2012          | 6   | 3  | 1  | 2  | 55.56%      |
| Fluminense | Brasil | 2016          | 2   | 2  | 0  | 0  | 100%        |
| Fluminense | Brasil | 2016          | 4   | 0  | 2  | 2  | 16.67%      |
| Fluminense | Brasil | 2019          | 18  | 7  | 7  | 4  | 51.85%      |
| Fluminense | Brasil | 2020 - 2021   | 14  | 7  | 4  | 3  | 59.52%      |
| Fluminense | Brasil | 2021          | 25  | 11 | 4  | 10 | 49.33%      |
| Fluminense | Brasil | 2022          | 1   | 0  | 0  | 1  | 0%          |
| Fluminense | Brasil | 2024          | 2   | 0  | 0  | 2  | 0%          |
| Fluminense | Brasil | 2025-presente | 1   | 1  | 0  | 0  | 100%        |
| Total      | Total  | Total         | 104 | 39 | 28 | 37 | 46.47%      |

## Palmarés

### Como futbolista
Fluminense
- Campeonato Brasileiro Série C: 1999
- Campeonato Carioca: 2002, 2005
- Taça Río: 2005